# Skinnskatteberg med Hed och Gunnilbo församling
Skinnskatteberg med Hed och Gunnilbo församling är en församling som utgör ett eget pastorat i Norra Västmanlands kontrakt i Västerås stift i Svenska kyrkan. Församlingen omfattar hela Skinnskattebergs kommun i Västmanlands län.

## Administrativ historik
Församlingen bildades 2006 genom sammanslagning av Gunnilbo, Hed och Skinnskattebergs församlingar.

## Kyrkor
- Skinnskattebergs kyrka
- Gunnilbo kyrka
- Heds kyrka